# Bute House

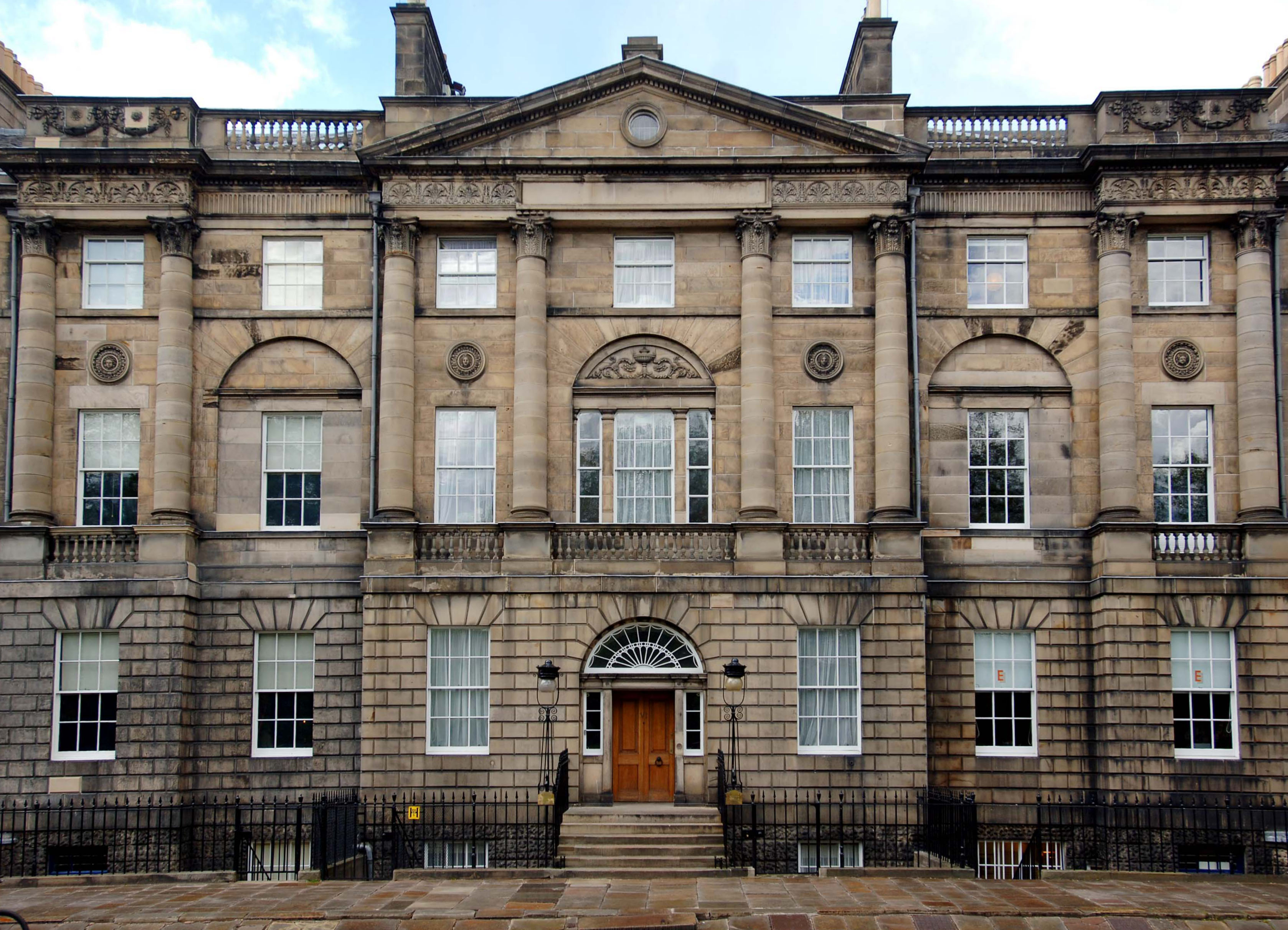
Entrada principal de Bute House.

Bute House é a residência oficial do Primeiro-ministro da Escócia. Erguida no século XVIII na região da Cidade Nova de Edimburgo, a Bute House é uma das maiores obras em estilo georgiano no país. Localiza-se em Charlotte Square, zona central da Cidade Nova. Além de ser o local de trabalho do Primeiro-ministro,  também serve como local de reunião do Gabinete da Escócia, a modelo de 10 Downing Street. 

## História
A propriedade foi leiloada em 1792 para Orlando Hart, um sapateiro de Edimburgo, por apenas 290 libras esterlinas. Em 1806 a Bute House foi adquirida por Sir John Sinclair, influente político e escritor, sendo vendida novamente dez anos depois. A mansão passou por vários proprietários até ser comprada pelo Marquês de Bute, que lhe rendeu o nome atual. 
Em 1966, a mansão, assim como grande parte das construções da região, foi incorporada ao National Trust for Scotland como uma doação de John Crichton-Stuart, 5º Marquês de Bute, que havia falecido em 1956. Desde então tem sido mantida pela National Trust for Scotland,  estando sob a supervisão da Bute House Trustees, uma organização criada pela Família Bute.